# Crusea coronata
Crusea coronata är en måreväxtart som beskrevs av Benjamin Lincoln Robinson och Jesse More Greenman. Crusea coronata ingår i släktet Crusea och familjen måreväxter. Inga underarter finns listade i Catalogue of Life.